# Grand Prix Cycliste de Montréal 2010
Il Grand Prix Cycliste de Montréal 2010, prima edizione della corsa, valevole come ventiquattresima prova del Calendario mondiale UCI 2010, si svolse il 12 settembre 2010 su un percorso totale di 193,6 km. Fu vinto dall'olandese Robert Gesink, che concluse la gara in 4h58'22".

## Squadre e corridori partecipanti
A quest'edizione hanno preso parte 22 squadre, le 18 iscritte all'UCI ProTour, tre con licenza Professional Continental (BBox Bouygues Telecom, BMC Racing Team e Cofidis) e una rappresentativa canadese.
| N.      | Cod. | Squadra                       |
| ------- | ---- | ----------------------------- |
| 1-8     | GRM  | Garmin-Transitions            |
| 11-18   | EUS  | Euskaltel-Euskadi             |
| 21-28   | RAB  | Rabobank                      |
| 31-38   | RSH  | Team RadioShack               |
| 41-48   | LIQ  | Liquigas-Doimo                |
| 51-58   | QST  | Quick Step                    |
| 61-68   | SKY  | Sky Professional Cycling Team |
| 71-78   | FDJ  | FDJ                           |
| 81-88   | SAX  | Team Saxo Bank                |
| 91-98   | KAT  | Team Katusha                  |
| 101-107 | ALM  | AG2R La Mondiale              |

| N.      | Cod. | Squadra               |
| ------- | ---- | --------------------- |
| 111-118 | LAM  | Lampre-Farnese Vini   |
| 121-128 | THR  | Team HTC-Columbia     |
| 131-138 | GCE  | Caisse d'Epargne      |
| 141-148 | MRM  | Team Milram           |
| 151-158 | AST  | Astana                |
| 161-168 | OLO  | Omega Pharma-Lotto    |
| 171-178 | FOT  | Footon-Servetto       |
| 181-188 | BBO  | BBox Bouygues Telecom |
| 191-198 | BMC  | BMC Racing Team       |
| 201-208 | COF  | Cofidis               |
| 211-218 | CAN  | Canada                |

## Ordine d'arrivo (Top 10)
| Pos. | Corridore         | Squadra      | Tempo    |
| ---- | ----------------- | ------------ | -------- |
| 1    | Robert Gesink     | Rabobank     | 4h58'22" |
| 2    | Peter Sagan       | Liquigas     | a 4"     |
| 3    | Ryder Hesjedal    | Garmin       | s.t.     |
| 4    | Haimar Zubeldia   | RadioShack   | s.t.     |
| 5    | Maxime Monfort    | HTC-Columbia | s.t.     |
| 6    | Samuel Sánchez    | Euskaltel    | a 9"     |
| 7    | Leonardo Duque    | Cofidis      | a 14"    |
| 8    | Aleksandr Bočarov | Katusha      | s.t.     |
| 9    | Francesco Gavazzi | Lampre       | s.t.     |
| 10   | Alessandro Ballan | BMC          | s.t.     |

## Punteggi UCI
| Pos. | Corridore         | Squadra      | Punti |
| ---- | ----------------- | ------------ | ----- |
| 1    | Robert Gesink     | Rabobank     | 80    |
| 2    | Peter Sagan       | Liquigas     | 60    |
| 3    | Ryder Hesjedal    | Garmin       | 50    |
| 4    | Haimar Zubeldia   | RadioShack   | 40    |
| 5    | Maxime Monfort    | HTC-Columbia | 30    |
| 6    | Samuel Sánchez    | Euskaltel    | 22    |
| 7    | Leonardo Duque    | Cofidis      | 14    |
| 8    | Aleksandr Bočarov | Katusha      | 10    |
| 9    | Francesco Gavazzi | Lampre       | 6     |
| 10   | Alessandro Ballan | BMC          | 2     |

| Pos. | Squadra             | Punti |
| ---- | ------------------- | ----- |
| 1    | Rabobank            | 80    |
| 2    | Liquigas-Doimo      | 60    |
| 3    | Garmin-Transitions  | 50    |
| 4    | Team RadioShack     | 40    |
| 5    | Team HTC-Columbia   | 30    |
| 6    | Euskaltel-Euskadi   | 22    |
| 7    | Cofidis             | 14    |
| 8    | Team Katusha        | 10    |
| 9    | Lampre-Farnese Vini | 6     |
| 10   | BMC Racing Team     | 2     |

| Pos. | Squadra     | Punti |
| ---- | ----------- | ----- |
| 1    | Paesi Bassi | 80    |
| 2    | Spagna      | 66    |
| 3    | Slovacchia  | 60    |
| 4    | Canada      | 50    |
| 5    | Belgio      | 30    |
| 6    | Colombia    | 14    |
| 7    | Russia      | 10    |
| 8    | Italia      | 8     |